# Joseph O. Hirschfelder Prize
Der Joseph O. Hirschfelder Prize ist ein jährlich seit 1991 von der University of Wisconsin–Madison vergebener Preis in Theoretischer Chemie.
Er ist nach Joseph O. Hirschfelder benannt, dem Gründer des Instituts für Theoretische Chemie (TCI) an der University of Wisconsin.

## Preisträger
- 1991 Benjamin Widom
- 1992 Rudolph Marcus
- 1993 John A. Pople
- 1994 Martin Karplus
- 1995 Michael E. Fisher
- 1996 William H. Miller
- 1997 Ernest R. Davidson
- 1998 David Chandler
- 2000 Roald Hoffmann
- 2001 Bruce J. Berne
- 2002 Stuart A. Rice
- 2003 Eric J. Heller
- 2004 James T. Hynes
- 2005 Henry F. Schaefer
- 2006 Hans C. Andersen
- 2007 Robert J. Silbey
- 2008 Mark A. Ratner
- 2009 Peter Wolynes
- 2010 John C. Tully
- 2011 Daan Frenkel
- 2012 Michele Parrinello
- 2013 Jack Simons
- 2014 George Schatz
- 2015 Emily Carter
- 2016 J. Andrew McCammon
- 2017 Abraham Nitzan
- 2018 Peter Rossky
- 2019 Shaul Mukamel
- 2021 Sharon Hammes-Schiffer
- 2022 Ken Dill
- 2023 Donald Truhlar
- 2024 Giulia Galli